# Prvenstvo Avstralije 1935
Prvenstvo Avstralije 1935 v tenisu.

## Moški posamično
Jack Crawford :  Fred Perry, 2–6, 6–4, 6–4, 6–4

## Ženske posamično
Dorothy Round Little :  Nancy Lyle, 1–6, 6–1, 6–3

## Moške dvojice
Jack Crawford /  Vivian McGrath :  Pat Hughes /  Fred Perry, 6–4, 8–6, 6–2

## Ženske dvojice
Evelyn Dearman /  Nancy Lyle :  Louie Bickerton /  Nell Hall Hopman, 6–3, 6–4

## Mešane dvojice
Louie Bickerton /  Christian Boussus :  Birdie Bond /  Vernon Kirby, 1–6, 6–3, 6–3